# Gmina Kozarska Dubica
Gmina Kozarska Dubica (serb. Општина Козарска Дубица / Opština Kozarska Dubica) – gmina w Bośni i Hercegowinie, w Republice Serbskiej. W 2013 roku liczyła 20 681 mieszkańców.